# Bertrand Delanoë
Bertrand Delanoë (wym. [bɛʁtʁɑ̃ dəlanɔ.e]ⓘ; ur. 30 maja 1950 w Tunisie) – francuski polityk, były parlamentarzysta, w latach 2001–2014 mer Paryża.

## Życiorys
Przyjechał do Francji w młodym wieku, jego rodzina zamieszkała w Paryżu. Ukończył studia w dziedzinie ekonomii. W 1971 wstąpił do Partii Socjalistycznej. W 1977 został wybrany na radnego Paryża w 18. okręgu. W latach 1981–1983 był rzecznikiem Partii Socjalistycznej. W latach 1981–1986 sprawował mandat deputowanego do Zgromadzenia Narodowego (przewodniczył grupie parlamentarnej Ligi Obrony Praw Człowieka), natomiast w latach 1995–2001 zasiadał w Senacie (był sekretarzem komisji spraw zagranicznych, obrony i sił zbrojnych). Od 1993 do 2001 przewodniczył socjalistycznej grupie radnych w paryskiej radzie miasta.
18 marca 2001 wygrał w drugiej turze wyborów na mera Paryża, zdobywając 46,9% głosów. Urząd ten objął 25 marca, zrzekając się mandatu senatora dwa dni później. Został pierwszym lewicowym merem Paryża od czasów Komuny Paryskiej (z 1871). W marcu 2008 ponownie został wybrany na to stanowisko. Uzyskał 57,7% głosów, podczas gdy jego konkurentka z UMP, Françoise de Panafieu, 40% głosów, przy frekwencji wynoszącej 56,25%. W marcu 2014 nie ubiegał się o reelekcję na kolejną kadencję.
W 1998 w wywiadzie w stacji M6 jako jeden z pierwszych znanych francuskich polityków dokonał coming outu, ujawniając, że jest gejem.